# Орликівка
О́рликівка — село в Україні, у Семенівській міській громаді Новгород-Сіверського району Чернігівської області. До 2019 орган місцевого самоврядування — Орликівська сільська рада.
Населення становить 136 осіб.
Село постраждало внаслідок геноциду українського народу, проведеного урядом СРСР 1932—1933 та 1946—1947.
Село зазнало руйнувань з боку російських військ.

## Походження назви
Село раніше мало назву Карповичська Рудня, теперішню назву отримало на честь Пилипа Орлика.

## Історія
За даними на 1859 рік у власницькому селі Новозибковського повіту Чернігівської губернії мешкало 687 осіб (353 чоловічої статі та 334 — жіночої), налічувалось 23 дворових господарства, існували православна церква й паперова фабрика.
Станом на 1886 у колишньому власницькому селі Семенівської волості мешкало 793 особи, налічувалось 139 дворових господарств, існували православна церква, постоялий будинок, лавка, водяних млин, письмопаперова фабрика, пивоварний і винокурний заводи.
За переписом 1897 року кількість мешканців зросла до 1396 осіб (672 чоловічої статі та 724 — жіночої), з яких 1348 — православної віри.
12 червня 2020 року, відповідно до Розпорядження Кабінету Міністрів України № 730-р «Про визначення адміністративних центрів та затвердження територій територіальних громад Чернігівської області», увійшло до складу Семенівської міської громади.
19 липня 2020 року, в результаті адміністративно-територіальної реформи та ліквідації Семенівського району, село увійшло до Новгород-Сіверського району.
Село знаходиться за 7 км від кордону із Росією, тому зазнавало обстрілів з її боку.
Так 21 квітня російські війська скинули бомбу на село.

## Пам'ятки
- В селі знаходиться Іллінська церква — одна з найстаріших у районі.
- Ревнище — гідрологічний заказник місцевого значення.
- Орликівський — гідрологічний заказник місцевого значення.
- Орликівський — лісовий заказник місцевого значення.
- Розумовська дача — лісовий заказник місцевого значення.

Регулярно відзначається день села.